# The Walt Disney Company Nordic
The Walt Disney Company Nordic est la filiale de la Walt Disney Company pour les pays nordiques, fondée en 1995, qui détient et gère les productions Disney pour le marché scandinave et finlandais. La société Disney a été créée en 1923 par Walt Disney.

## Historique
Les premières publications Disney dans les pays nordiques débutent avec une série de livres publiée au Danemark au début des années 1930. 
En 1948, le groupe danois Gutenberghus (devenu depuis Egmont) lance le magazine Kalle Anka & C:o en Suède. Cette publication est suivie en 1951 par le magazine Aku Ankka édité par Sanoma et publié en Finlande.
The Walt Disney Company Nordic a été fondée en 1995, pour la Finlande, la Norvège, la Suède et le Danemark.
Le 28 février 2003, la chaîne Disney Channel est diffusée en Suède, Norvège et au Danemark par Viasat.
Le 1er octobre 2010, Disney Nordic signe un contrat de location de cinq ans pour des locaux supplémentaires de 1 277 m2 dans le centre Kungsbrohuset à proximité de la Gare centrale de Stockholm en plus de ceux de Kungsgatan.
Le 13 septembre 2013, Disney et Scandinavian Airlines System s'associent pour promouvoir la sortie du film Planes en Scandinavie. Le 4 décembre 2013, Modern Times Group prolonge son contrat de diffusion en Scandinavie des chaines de Disney sur ses services Viasat et Viaplay avec Disney Nordic.
Le 21 mai 2014, le câblo-opérateur scandinave Altibox signe un contrat de diffusion des chaînes de Walt Disney Television (Disney Channel, Disney XD, Disney Junior et Disney on Demand) et des séries d'ABC Studios avec Disney Nordic.
Le 1er mars 2017, le groupe scandinave Modern Times Group prolonge son contact avec Disney Nordic pour diffuser les chaînes et films Disney sur son service Viasat et en vidéo à la demande sur Viaplay

## Organisation thématique
La société possède plusieurs antennes dans les différents pays nordiques avec les adresses suivantes :
- Kalvebod Brygge 24, 3. sal 1560 à Copenhague au Danemark
- Västra Järnvägsgatan 23, 111 64 à Stockholm en Suède
- Kungsgatan 57A, 111 22 à Stockholm en Suède
- Kajsaniemigatan 2 B, 00100  à Helsinki en Finlande
- Sjølyst Plass 4 0278  à Oslo en Norvège

### Télévision

#### Anciennes chaînes
- Jetix (2000-2008) remplacée par Disney XD
- ESPN America (2002-2013)
- ESPN Classic (2002-2013)

### Presse
- publications de Disney Publishing Worldwide

## Loisirs
- Plusieurs croisières de Disney Cruise Line